# 舊格林尼治 (康乃狄克州)
舊格林尼治（英語：Old Greenwich）是位於美國康乃狄克州費爾菲爾德縣格林威治境內的一個街區與人口普查指定地區。

## 地理
舊格林尼治的座標為41°01′22″N 73°33′53″W / 41.02278°N 73.56472°W，而該地最高點為海拔高度6米（即20英尺）。

## 人口
根據2010年美國人口普查的數據，舊格林尼治的面積為5.20平方千米，當中陸地面積為5.20平方千米，而水域面積為0.00平方千米。當地共有人口2327人，而人口密度為每平方千米447人。